# Ањо (Манш)
Ањо (фр. Agneaux) насеље је и општина у северној Француској у региону Доња Нормандија, у департману Манш која припада префектури Сен Ло.
По подацима из 2011. године у општини је живело 4192 становника, а густина насељености је износила 644,92 становника/km². Општина се простире на површини од 6,5 km². Налази се на средњој надморској висини од 60 метара (максималној 86 m, а минималној 7 m).

## Демографија
| 1962. | 1968. | 1975. | 1982. | 1990. | 1999. | 2011. |
| ----- | ----- | ----- | ----- | ----- | ----- | ----- |
| 1.707 | 2.308 | 2.819 | 3.716 | 4.173 | 4.476 | 4.192 |

График промене броја становника у току последњих година